# Frankie de la Cruz
Eulogio « Frankie » de la Cruz Martinez (né le 12 mars 1984 à Saint-Domingue, République dominicaine et mort le 14 mars 2021
) est un lanceur droitier des Ligues majeures de baseball sous contrat avec les Brewers de Milwaukee.

## Carrière
Frankie de la Cruz signe son premier contrat professionnel en 2001 avec les Tigers de Detroit. Il fait ses débuts dans le baseball majeur avec cette équipe le 18 juin 2007. Il joue six parties comme lanceur de relève pour Detroit avant d'être impliqué dans une importante transaction le 4 décembre suivant : il est un des six joueurs que les Tigers transfèrent aux Marlins de la Floride pour Miguel Cabrera et Dontrelle Willis.
De la Cruz, un lanceur droitier, dispute six parties pour les Marlins en 2008 et trois avec les Padres de San Diego en 2009.
En 2010, il quitte pour le Japon et porte les couleurs des Yakult Swallows, une équipe de Tokyo dans la NPB.
Il participe à la Série des Caraïbes 2011 avec les Toros del Este de la République dominicaine.
En janvier 2011, il signe un contrat avec les Brewers de Milwaukee de la MLB et apparaît dans 11 de leurs matchs la saison suivante. C'est son plus grand nombre de parties disputées avec un club des majeures en une saison depuis ses débuts. En 13 manches lancées comme releveur pour les Brewers, il maintient sa moyenne de points mérités à 2,77 avec 9 retraits sur des prises. Il joue le reste de la saison dans la Ligue de la côte du Pacifique avec le club-école des Brewers à Nashville, où il est lanceur partant.
Le 16 mars 2012, les Cubs de Chicago font son acquisition des Brewers via le ballottage. Il ne joue pas chez les Cubs et accepte un nouveau contrat des Brewers de Milwaukee le 15 novembre 2012.